# Campylocentrum polystachyum
Campylocentrum polystachyum är en orkidéart som beskrevs av Robert Allen Rolfe. Campylocentrum polystachyum ingår i släktet Campylocentrum och familjen orkidéer. Inga underarter finns listade i Catalogue of Life.